# Nykvarn (comune)
Nykvarn è un comune svedese di 9 307 abitanti, situato nella contea di Stoccolma. Il suo capoluogo è la cittadina omonima.

## Località
Nel territorio comunale sono comprese le seguenti aree urbane (tätort):
- Finkarby
- Nykvarn